# Habsburg–Tescheni ág
A Habsburg–Tescheni ág (németül: Linie Österreich-Teschen), ismert még mint a „Hadvezérek ága” (németül: Feldherrenlinie, csehül: Vojevůdcovská linie), a Habsburg–Lotaringiai-ház egyik oldalága volt. Alapítója Károly tescheni herceg. Az oldalág leszármazottai adták a Tescheni Hercegség uralkodó hercegeit, valamint olyan magas rangú és ismert személyeket, mint Mária Terézia nápoly–szicíliai királyné, Mária Krisztina spanyol királyné, Mária Anna parmai hercegné, továbbá polgári nevén Wilhelm Habsburg, ukrán nyelvű költőt. Az ág tagjait is megillette többek között az osztrák főherceg(nő)i, valamint a magyar és cseh királyi herceg(nő)i cím is. Az oldalágnak ma is élnek leszármazottai.

## Leszármazási ág
- Károly Lajos János tescheni herceg (1771–1847)
∞ Henrietta Alexandrina nassau–weilburgi hercegnő

- Mária Terézia Izabella főhercegnő (1816–1867)
∞ II. Ferdinánd nápoly–szicíliai király
- Albert Frigyes Rudolf főherceg (1817–1895)
∞ Hildegárd Lujza bajor királyi hercegnő

- Mária Terézia Anna főhercegnő (1845–1927)
∞ Fülöp Sándor württembergi herceg
- Matild Mária Adelgunda főhercegnő (1849–1867)

- Károly Ferdinánd főherceg (1818–1874)
∞ Erzsébet Franciska osztrák főhercegnő

- Frigyes Mária Albert főherceg (1856–1936)
∞ Isabella von Croÿ-Dülmen

- Mária Krisztina Izabella főhercegnő (1879–1962)
∞ Emanuel Alfred zu Salm-Salm herceg
- Mária Anna Izabella főhercegnő (1882–1940)
∞ Illés Bourbon–parmai herceg
- Mária Henrietta Karolina főhercegnő (1883–1956)
∞ Gottfried zu Hohenlohe-Waldenburg-Schillingsfürst herceg
- Gabriella Mária Terézia főhercegnő (1887–1954)
- Izabella Mária Terézia főhercegnő (1888–1973)
∞ György Ferenc József bajor herceg
- Mária Alíz Emanuéla főhercegnő (1893–1962)
∞ Friedrich Heinrich Waldbott von Bassenheim báró
- Albert Ferenc József főherceg (1897–1955)
∞ (1.) Lelbach Irén Dóra
∞ (2.) Felsőbányai Bocskay Katalin Julianna

- Sarolta Izabella Mária grófnő (1940–2020)
∞ Ferdinand Joseph Wutholen
- Ildikó Katalin Izabella grófnő (1942–)
∞ (1.) Joseph Salvadore Calleja
∞ (2.) Terry Douglas Fortier

∞ (3.) Lydia Georgina Strauss–Dörner
- Rudolf István címzetes herceg (1951–1992)
∞ Natália Maria Karolina Augusta Radziwiłł

- Miksa Sándor Ferenc címzetes herceg (1974–) (névleg az ág jelenlegi feje)
- Antal Károly Lajos címzetes herceg (1976–)

- Mária Krisztina Dezideráta főhercegnő (1858–1929)
∞ XII. Alfonz spanyol király
- Károly István Jenő főherceg (1860–1933)
∞ Mária Terézia Antonietta osztrák főhercegnő

- Eleonóra Mária Immakuláta főhercegnő (1886–1974)
∞ Alfons von Klöss kapitány
- Renáta Mária Karolina főhercegnő (1888–1935)
∞ Hieronim Radziwiłł herceg
- Károly Albert Miklós főherceg (1888–1951)
∞ Alice Elisabeth Ankarcrona grófnő

- Károly István Miksa herceg (1921–2018)
∞ Marie-Louise af Petersens

- Mária Krisztina hercegnő (1953–)

- Mária Krisztina Immakuláta hercegnő (1923–2012)
- Renáta Mária Terézia hercegnő (1931–)
∞ Eduardo de Zulueta y Dato

- Mechtildis Mária Krisztina főhercegnő (1891–1966)
∞ Olgierd Czartoryski herceg
- Leó Károly Mária főherceg (1893–1939)
∞ Marie-Klothilde von Thuillières grófnő

- Mária Dezideráta Terézia grófnő (1923–1988)
∞ Wolfgang von Hartig gróf
- Mechtildis Mária Irén grófnő (1924–2000)
∞ Manfred Rambald Piatti gróf és márki
- Erzsébet Irén Mária grófnő (1927–2014)
- Leó István Mária gróf (1928–2020)
∞ (1.) Gabriele Kunert

- Mária Izabella Klára grófnő (1962–)
∞ (1.) Andreas Fehr
∞ (2.) Martin Brennesel
- Albert Stanislaus gróf (1963–)
∞ (1.) Nadja Würfel
∞ (2.) Carmen Eckstein

- Jessica-Tatjana (1994–)

- Hubert Károly István gróf (1967–)
∞ Diana ...

∞ (2.) Heidi Aigner
- Fülöp Bernárd gróf (1974–)
∞ Miriam Egger

- Leon Diego (2009–)
- Illés (2012–)

- Anna Katalin Andrea grófnő (1977–)
∞ Pablo Gonzalez
- Valéria Erzsébet grófnő (1982–)
∞ Georg Schober
- Leó István Manfréd gróf (1985–)
∞ Alexandra Isele

- Hugó Károly Mária gróf (1930–1981)
∞ Eleonore Kristen

- Vilmos Ferenc József főherceg (1895–1948)

- Jenő Ferdinánd Piusz főherceg (1863–1954)

- Frigyes Ferdinánd Lipót főherceg (1821–1847)
- Mária Karolina Lujza főhercegnő (1825–1915)
∞ Rainer Ferdinánd főherceg
- Vilmos Ferenc Károly főherceg (1827–1894)